# Burmah
Burmah é uma banda da Argentina formada em Buenos Aires em 1973 por Eduardo Depose (guitarra), Norton Lagoa (baixo), Javier Staricco (teclados) e Juan Abalos (bateria). 

## História

### Origens
O Burmah foi “fundado” dentro de um navio, o Cristoforo Colombo, cruzando o Atlântico em 1973, quando os argentinos Eduardo Depose, Javier Staricco, Juan “Piojo” Abalos e o brasileiro Norton Lagoa voltavam da Europa para seus países.
Norton voltou para o Brasil e a pedido de Eduardo Depose que havia conseguido um forte empresário que queria financiar seu trabalho, Foi para a argentina.
A primeira formação da banda era Eduardo Depose, Norton, Ruben Bloise, Alberto Abuelo. Porém essa formação durou pouco tempo. 
Com a ida de Norton para Buenos Aires e a inclusão do baterista Juan “Piojo” Abalos no lugar de  Ruben Bloise a banda Burmah estava estruturada.  Eduardo  trouxe para a banda o amigo de infância Julio Gomez para assumir o contrabaixo no lugar de Alberto Abuelo, uma vez que Norton e Eduardo eram guitarristas. Javier que estava no navio quando a ideia da banda foi criada, juntou-se a banda assumindo o teclado. Esta formação permaneceu até o começo de 74, época mais progressivo-psicodélica e talvez a mais criativa do conjunto.

#### Varias transições e a consolidação da banda
No começo de 74 Julio é forçado a sair por que havia sido convocado para o serviço militar. Vários baixistas passaram pelo grupo. Ricardo Jelicié foi o convidado mais tinha deixado a música um pouco de lado. Marcelo Vidal assumiu por uns tempos o baixo no lugar de Julio, porém optou por se mudar para os Estados Unidos.Jorge Capelo que era guitarrista assumiu o Contrabaixo até próximo a data do Burmah se apresentarem no Brasil. Porém com a saída de Jorge Capelo no final do ano de 74, Norton até então guitarrista assumiu o baixo e o baterista com que o grupo ensaia no Brasil é o Rolando Castelo.
Mais Piojo, que não havia confirmado permanência na banda durante o período de apresentações no Brasil, se fixa de vez como baterista da banda. Esta foi a formação mais duradoura do Burmah... O grupo que havia trabalhado durante todo aquele ano montando o material que seria apresentado em São Paulo, se apresenta pela primeira vez no Brasil na abertura e encerramento da Primeira Semana do Rock Paulista, no Teatro Treze de Maio, em dezembro de 1974..

#### O sucesso no Brasil
Com a formação: Norton, Javier, Piojo e Eduardo, o grupo realizou uma série de eventos importantes da época, como o Primeiro Festival de Águas Claras  na cidade de Iacanga em 75, junto com os principais nomes do rock brasileiro. Participaram também da Banana Progressiva, no Teatro Getúlio Vargas, neste mesmo ano e o Rock da Garoa, no Maracanazinho, entre outros.

#### Dificuldades em permanecer no Brasil
Durante o ano de 75 os integrantes do Burmah passaram por uma série de problemas para conseguirem a autorização para trabalhar no país. O grupo ficou cerca de sete meses sem aparecem ao público esperando a documentação. Aproveitando este tempo de espera, o Burmah que havia se mudado para um sítio próximo de São Paulo, ensaiaram e compuseram um trabalho com sonoridade mais firme. 
Embora estivesse se consolidando como um grupo conhecido no Brasil, o Burmah não despertava muito interesse aos empresários da época por causa dos problemas que eles vinham enfrentando para conseguir a documentação para permanecer e trabalhar no país. A Trinka empresariou eles um bom tempo, depois conheceram o promotor de shows Marack Grinberg. Chegando a comprar aparelhagens para a banda.

#### Novas formações e Temporada em Buenos Aires
Julio Gomez que havia saído do grupo em 74, vem para o Brasil e retoma a posição de baixista, ficando o Norton como guitarrista na banda novamente. Porém Julio tocou por pouco tempo com o grupo, e Norton que já estava acostumado a posição de baixista retorna a seu posto. 
Em 1976, Juan Piojo Abalos, teve que retornar para a Argentina. A banda teve então que substitui-lo temporariamente. Tocaram por uns tempos com  Rolando Castelo (Patrulha do Espaço) novamente,  Pedrinho (Som Nosso de Cada Dia), o Beto Gavioto (Made in Brazil (banda)). Tocaram também depois por bastante tempo com o Franklin Paolillo (Tutti Frutti) que foi o que permaneceu mais tempo.
Em 1977 a banda sai dos palcos brasileiros e passa uma série de temporadas em Buenos Aires onde se apresentaram  no Teatro Estrellas e Festival de La Primavera na cidade de La Plata.

#### Retorno ao Brasil e Fim da banda
De volta ao Brasil a banda integra ao grupo vários outros músicos. Sendo eles: Sergio Kera na percussão, Manito (do Som Nosso de cada dia)  no sax e flauta, Geraldo Batera na bateria, Rubens Nardo nos backing vocals junto com Sonia Padó. Os integrantes da formação original permanecem com exceção do Juan piojo que teve de voltar para Buenos Aires.
Essa foi a última formação estável do Burmah.

#### Gravações
Devido aos problemas enfrentados por causa da documentação do Burmah no Brasil a banda não conseguiu lançar um LP. 
A banda acabou enfrentando problemas na tentativa de lançar algo na Argentina devida a proibições do regime militar.
Segundo o Guitarrista Eduardo Depose, planeja-se  o lançamento das faixas do Burmah, que foram gravadas ao vivo no teatro 13 de Maio em dezembro de 1974 e outra gravadas no estúdio vice e versa em 78, num CD para o ano de 2012.
Este cd poderá contar com algumas músicas do Burmah novas e velhas tocadas pelo atual trio do Edu Depose, a “Lá Legion Extrangeira” formada por  Gustavo “Oso” Cortese no (baixo) e Patricio “Pato” Córdoba na (bateria), somados "aos 'Burmah": Javi, Norton e Piojo.